# 阿波羅海號
阿波羅海號（英語：Apollo Sea）是一艘由中資所有，在巴拿馬註冊的散貨船。阿波羅海號於1994年6月在南非開普敦附近海域沉沒。其沉沒所造成的漏油事故導致一場嚴重的環境災難，使得包括瀕危的斑嘴環企鵝在內之數千隻海鳥死亡。阿波羅海號上的36名船員全部在沉沒事件中喪生。阿波羅海號沉沒速度之快，以至於船員來不及發出求救信號。該船在沉沒前四小時離開港口時裝載了2400公噸重油，以至於該船沉沒時造成重大的油汙染。阿波羅海號的船東最後承認船隻失事並承擔了漏油事故的責任。